# Krumping

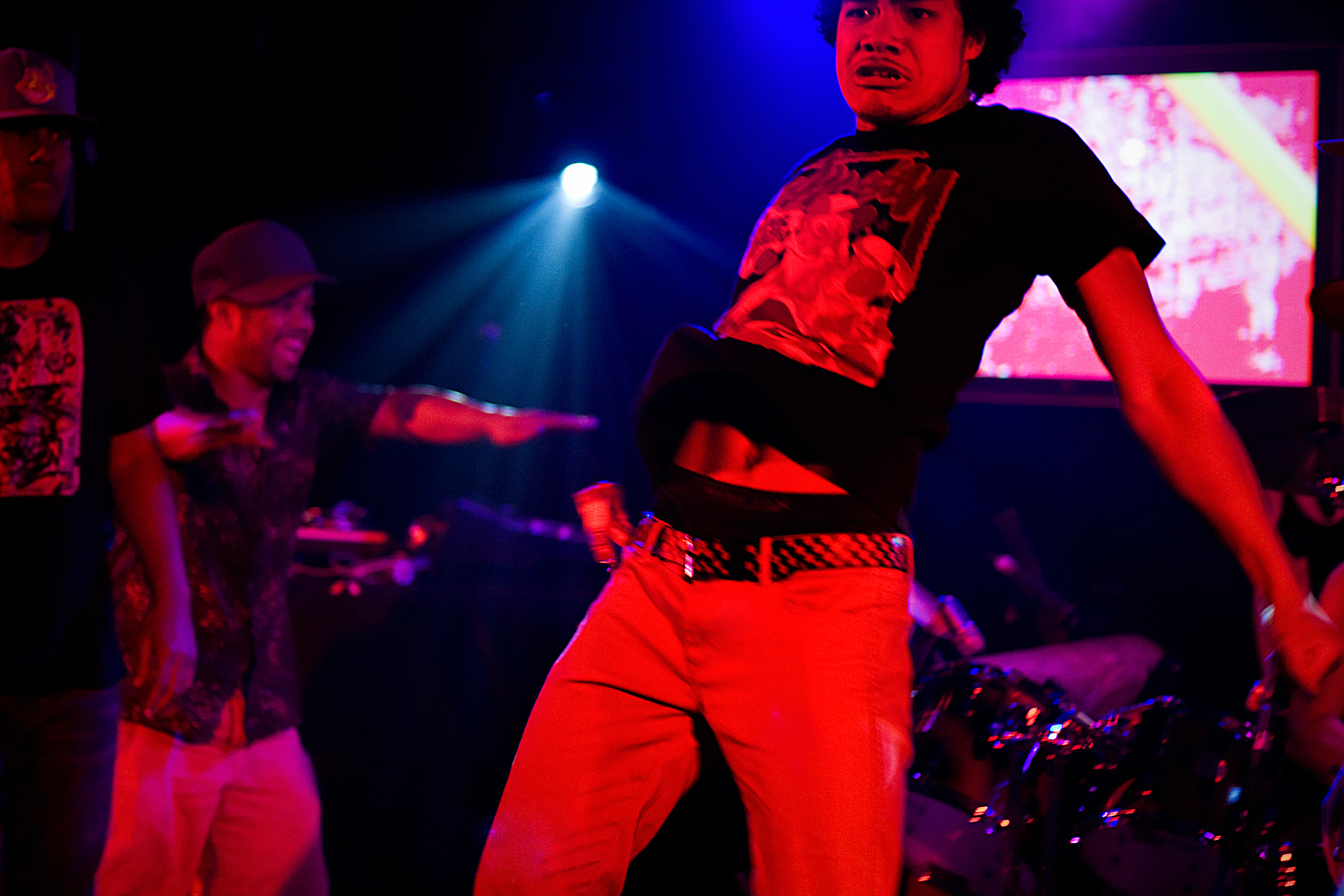
Un krumper in Australia

Il krumping o krumpin' è una forma di danza nata presso la comunità afro-americana del sud di Los Angeles in California e si può definire come una forma relativamente nuova di danza "urbana" nera. Le sue principali caratteristiche sono la libertà dei movimenti, l'espressività e l'energia necessaria, come rappresentazione del proprio io attraverso la danza. Molti dei ballerini di tale danza sono soliti dipingersi il volto per trasmettere meglio le emozioni.

## Storia
"Krump" o "Krumpin'" è una evoluzione dello stile "Clowning" o "Clown-dancing", e manifestazione del movimento Black Dance. La Clown Dancing nacque nei primi anni 1990 grazie a Thomas Johnson detto Tommy the Clown, che era danzatore hip hop e portavoce del Governatore della California Gray Davis.
Johnson ebbe problemi con la legge sin dalla giovane età, vivendo in una zona in mano alle gang, ma nella danza intravide una possibile via di fuga da una realtà depressa. Johnson si convinse di poter evitare il coinvolgimento e la violenza tipico dei membri delle bande, sostituendolo con il coinvolgimento nel ballo.
Nello sviluppare il Clowning, fuse gli elementi locali della danza black come "G dance" o "Gangsta(er) boogie" e la danza denominata stripper (chiara allusione allo stile delle danze a sfondo erotico tipiche degli spogliarellisti di colore). Il Clowning inoltre iniziò ad impiegare alcuni elementi tipici del ballo della Dancehall giamaicana, come i movimenti detti "butterfly" e "rodeo", così come elementi di altre danze di "strada" come il popping ed il locking, i due stili più datati di danza black spesso associate alla break dance. Il Clowning inoltre iniziò a comprendere tra le sue caratteristiche anche la pittura del volto, una peculiarità direttamente derivata dall'iniziale attività di Tommy come clown.
Usando la danza per aumentare l'efficacia delle sue esibizioni come clown alle feste di compleanno e quindi sostanzialmente essere meglio pagato, Tommy the Clown iniziò ad acquistare notorietà nei dintorni, tanto che presto diversi giovani iniziarono ad interessarsi allo stile di danza con cui si esibiva e Tommy fu bravo a trasformarsi in insegnante, facendo crescere il numero di amanti di questo genere di danza che presto vennero definiti Hip Hop Clowns. Seguì una fase di esibizioni pubbliche con diversi dei suoi alunni in una età dai 6 ai 20 anni, il ricavato fu investito da Tommy per l'apertura di una vera e propria scuola-accademia a South Central Los Angeles. Questo movimento underground crebbe in fretta diffondendosi presto anche a Compton, successivamente nel resto della California per poi continuare oltre l'espansione.
Attualmente esistono circa cinquanta gruppi di danza in stile "clowning" ed il krumpin' è diventato dapprima parte integrante della cultura hip hop poi noto al grande pubblico grazie soprattutto alle performance in diversi video musicali.

## L'emersione del Krump
L'origine del Krump si fa risalire al distaccamento di alcuni hip hop clown (inizialmente furono solamente Miss Prissy e Lil'C) e giovani interessati da Tommy, con l'idea di orientare verso l'infanzia la natura del loro essere clown.
Il termine probabilmente venne coniato quando due danzatori, Tight Eyes e Lil C si stavano esibendo ed uno dei due definì con la parola "Krump" i nuovi movimenti che stavano creando.
Da quando Tight Eyes e Big Mijo crearono il Krump, questo stile è andato crescendo, ramificando e soprattutto diventando maggiormente popolare in tutto il pianeta. Lil'C, Tight Eyez, Big stomp, Souljah Stomp, Lil Stomp, Big Mijo, Jay Smooth,  Dragon-Slayer, Miss Prissy, grazie ai loro contributi si possono considerare alcuni dei padri del Krumpin', detti Krump Kings. Più specificatamente è necessario parlare di questi danzatori come "First Generation", "Big Homie" o "Kings of Krump" in quanto creatori del genere, ed unici possibili detentori di questa sorta di "titoli", tutti e tre nello stesso tempo. Tuttavia altri Krumper possono essere conosciuti con uno di questi tre titoli.

## Cos'è il Krump
Questa forma di danza hip hop e black, molto leggera, espressiva e versatile, dopo il suo primo sviluppo si è trasformato in una forma oramai strutturata, con una certa varietà di stili. Il Krumpin' è essenzialmente nato come uno sfogo per l'aggressività e l'ansia, e come una alternativa non violenta alla criminalità di strada diffusa capillarmente nelle zone di provenienza di questo tipo di danza.
Un aiuto alla diffusione di questo tipo di danza è stato sicuramente dato dall'uscita nelle sale di un film dal titolo Rize distribuito dalla Lions Gate Films e diretto da David LaChapelle, che presenta l'evoluzione delle danze "di strada" dal clowning al krumpin'. Questo ha dato la possibilità al Krumpin' di un'inaspettata esposizione mediatica accentuando la sua diffusione tra i ballerini all'interno della comunità hip hop.
Il Krumpin' normalmente prevede il contatto fisico fra i ballerini, questo lo fa assomigliare spesso ad una lotta tra estranei, ed in alcuni casi può svilupparsi in una lotta, o includere il contatto fisico violento. Tuttavia, i partecipanti concepiscono questo come parte del ballo. A tale riguardo, vi è una sorta di parallelo con il mosh delle scene punk e metal.

## Stili
Gli stili con cui viene ballato il krump sono svariati, tra questi:
- Goofy: di cui è stato pioniere il krumper "Goofy". È il meno aggressivo degli stili del krump, solitamente divertente ed energico.
- Rugged
- Beasty
- Grimey
- Flashy
- Cocky
- Jerky
- Bully
- Tricks
- Groove: special krump

## Organizzazione
Il Krumpin' è sviluppato all'interno di una struttura organizzata. I ballerini sono raggruppati in quelle che vengono chiamate "family",  reminiscenza della break dance ma anche (come sostenuto da alcuni) con riferimento alle Vogue House. Ciascuna famiglia è organizzata attorno ad un "mentore" o si riferisce allo stile di un "mentore", o di un King.
Family come Filipino Rice Track, Eyes, Slayer, Rude ed altre, sono organizzate in gerarchie che rimandano alle sfide interne per la determinazione del miglior krumper.
Di solito un ballerino esperto come un "Big Homey" si fa carico di un "Lil' Homies", o di uno ancora meno esperto, oppure direttamente di un principiante, prendendolo sotto la propria ala protettrice ed acconsentendo di fare da vero e proprio insegnante. Questa sorta di relazione è similare a quella di Maestro/Allievo già presente sia nelle culture classiche come nella Grecia Antica, sia nel Medioevo e Rinascimento con la figura del precettore.
Tuttavia, sono più di questo: dalla relazione non scaturisce solo l'assimilazione di concetti e l'apprendimento della relativa tecnica, ma soprattutto il fornire una immagine e un esempio positivi, che spesso (per non dire quasi sempre) sono assenti nelle zone da cui proviene un "Lil' Homies". Questa dinamica sociale inoltre corre parallela al contemporaneo b-boying che è la più sviluppata e più vecchia branca della cultura hip hop nonché della danza "black".
La strutturazione delle competizioni ha dato vita ad un'élite di krumper, che hanno il rispetto dell'intera comunità di danza. Incontri come l'originale Tommy the Clown's Battle Zone sono in sostanza organizzate per creare un solido e credibile sistema di competizione e di riconoscimento del merito. Le manifestazioni all'interno del mondo del Krumpin' sono chiamate "battle" riprendendo la tradizione della breakdance.